# Trevor Horn
Trevor Charles Horn CBE, född 15 juli 1949 i Durham, England, är en brittisk sångare, låtskrivare, musiker och skivproducent.
Horn fick sitt genombrott 1979 med gruppen The Buggles och deras singel "Video Killed the Radio Star", och blev därefter sångare i gruppen Yes på deras album "Drama". Sina största framgångar har Horn dock haft som musikproducent åt grupper som ABC, Art of Noise, Frankie Goes to Hollywood, Propaganda, Tatu, Pet Shop Boys, samt artister som Rod Stewart, Marc Almond, Robbie Williams, Tina Turner, Tom Jones, Paul McCartney och Seal. Horn vann en Grammy för Seals låt "Kiss from a Rose" 1994.
Under 2000-talet har Horn anlitats i många olika musikaliska sammanhang. Horn gjorde bl.a. filmmusiken till Coyote Ugly från 2000, och producerade 2001 Faith Hills "There You'll Be", skriven av Diane Warren som var ledmotivet till filmen Pearl Harbor. Horn producerade även den skotska popgruppen Belle & Sebastians album "Dear Catastrophe Waitress" 2003.
2010 tilldelades Trevor Horn Ivor Novello Awards för "Enastående bidrag till brittisk musik".

## Diskografi
Studioalbum
- 2017 – The Reflection Wave One—Original Soundtrack
- 2019 – Reimagines the Eighties
- 2023 – Echoes - Ancient & Modern

## Hits som Trevor Horn har producerat
- Video Killed the Radio Star (The Buggles)
- The Look of Love (ABC)
- The Power of Love (Frankie Goes to Hollywood)
- Relax (Frankie Goes to Hollywood)
- Owner of a Lonely Heart (Yes)
- Slave to the Rhythm (Grace Jones)
- Left to My Own Devices (Pet Shop Boys)
- Crazy (Seal)
- Belfast Child (Simple Minds)
- Rhythm of my Heart (Rod Stewart)
- There You'll Be (Faith Hill)
- Kiss from a Rose (Seal)
- All the Things She Said (Tatu)
- Not Gonna Get Us (Tatu)